# Mayra González León
Mayra González León (San José, 27 de abril de 1953) es una abogada y política costarricense. Fue vicealcaldesa del cantón de Tibás (ejerció la alcaldía de forma titular por casi un año), donde  ondenada por no brindar el servicio municipal de recolección de residuos. fue candidata a alcaldesa titular para las elecciones municipales de 2006 mediante el Partido Unión Nacional quedando de tercera en los comicios. Fue la candidata presidencial del partido Renovación Costarricense y a simultáneamente a diputada para las elecciones del 2010 obteniendo 0.7% de los votos.

## Biografía
Nació en San José, el 27 de abril de 1953, hija de Francisco González Quesada y Marina León Pacheco. Estudió en el Colegio de Señoritas de San José y luego ciencias políticas en la Universidad de Costa Rica. Posteriormente estudio derecho en la Universidad Autónoma de Centro América y se graduó de Licenciada en derecho en la Universidad de San José. Cursó también una maestría en Derecho y Administración Municipal con enfoque en Derecho Ambiental en la Universidad de Costa Rica,[cita requerida] fue candidata a la presidencia de Costa Rica por primera vez obteniendo una votación exigua y quedando en uno de los últimos lugares.
Tras su candidatura ejerció como asesora del diputado Justo Orozco en el despacho parlamentario de este pero renunció por desacuerdos éticos respecto al uso que Orozco daba a los bienes públicos acusándolo de usar el despacho para el ejercicio privado de su profesión de abogado, hechos que al ser denunciados abrieron una investigación contra Orozco por el Organismo de Investigación Judicial (OIJ).